# Єдність (Латвія)
Єдність (латис. Vienotība) — латвійська правоцентристська політична партія. Заснована 6 березня 2010 як блок політичних партій. До блоку увійшли: Націонал-Консервативна політична партія Новий час, Націонал-Консервативна партія Громадянський союз і Соціал-Ліберальна партія «Суспільство за іншу політику».
Блок очолює лідер партії Новий час Солвіта Аболтиня. Лідер блоку переобирається кожен рік із числа співголів (по одному від кожної партії, що входить до блоку).. Співголовами партії є також Гіртс Валдіс Крістовскіс та Айгарс Штокенбергс. Головою фракції партії у Ризькій міській думі є Сарміте Елерте.
2010 на парламентських виборах до 10-го Сейму блок «Єдність» зайняв перше місце, отримавши 33 мандати і отримав право сформувати уряд. 6 серпня 2011 блок був перетворений в єдину політичну партію.